# Karius og Baktus
 For alternative betydninger, se Karius og Baktus (film).
Karius og Baktus er en norsk børnebog, skrevet og illustreret af Thorbjørn Egner og udgivet i 1949. Den handler om to tandtrolde, der lever i en drengs mund. Figurerne dukkede op første gang i 1941, hvor historien (der dengang fyldte 10-12 sider) var en del af en bog med flere historier i. Historien har dog ændret sig løbende. Til at starte med havde Baktus en kæreste, der hed Karoline med hvem han byggede et hus i en hjørnetand. Desuden blev Karius og Baktus oprindeligt skyllet ud af munden, men det blev lavet om til, at de havnede på en tømmerflåde, da der var nogle børn, der pludseligt ikke ville have børstet tænder mere.
Historien blev dels lavet til et hørespil i 1946 og dels lavet til en dukkefilm, der blev udgivet i 1954, selvom den havde premiere i december 1955, produceret af Norsk film og har været med på filmfestivalen i Cannes, hvor de udstillede dukker blev stjålet. De blev dog leveret tilbage dagen efter.
Bogen blev oversat til dansk i 1958, og i 1977 blev Karius og Baktus indspillet som hørespil på dansk. I rollerne som Karius og Baktus var hhv. Dirch Passer og Ove Sprogøe.